# Hadži-Petko Jagodić
Hadži-Petko Jagodić (* 1810 in Babešnica; † 15. August 1880 bei Modriča) war ein serbisch-orthodoxer Priester und Aufständischer gegen die osmanische Herrschaft auf dem Balkan.

## Frühes Leben und Herkunft
Petko Jagodić, bekannt als Hadži-Petko, wurde 1810 in Babešnica, in der Region Trebava im heutigen Bosnien und Herzegowina geboren. Seine Abstammung ist nicht vollständig geklärt, aber Überlieferungen zufolge war er ein Nachkomme des Priesters Đerko, der als erster Priester in Vranjak und Koprivna gilt. Eine andere Theorie führt seine Herkunft auf die Familie Oputić aus Osječani zurück. Nach der Auswanderung nach Serbien verschwand der Name Jagodić aus Trebava, aber Spuren der Familie finden sich in Dugo Polje, damals Teil des osmanischen Sandschaks Bosnien.

## Geistliche und pädagogische Tätigkeit
Ab 1843 war Hadži-Petko Priester in Vranjak, wo er die erste Schule in der Region Trebava gründete und leitete. Diese wurde zum Bildungszentrum der lokalen Gemeinschaft. Seine Lehrtätigkeit setzte er von 1852 bis 1853 in Modriča fort. Er war maßgeblich am Bau der ersten Kirche in Trebava beteiligt, für die er eine Genehmigung der osmanischen Behörden erwirkte. Seine Arbeit als Priester und Pädagoge prägte die Region nachhaltig.
Im Jahr 1853 unternahm Hadži-Petko eine Pilgerreise nach Jerusalem, wo er das Heilige Grab besuchte. Währenddessen erinnerte er sich an seinen Bruder Jovan, der in Trebava das traditionelle Familienfest Jovanjdan (Johannistag) feierte. Überlieferungen zufolge verbanden einige Bewohner von Vranjak Hadži-Petko mit der Familie Todić, die ebenfalls Jovanjdan feierte, was auf eine mögliche familiäre Verbindung hindeutet.

## Der Aufstand von Trebava
Hadži-Pop Petko Jagodić war einer der Hauptorganisatoren des Trebava-Aufstands von 1858 gegen die osmanische Herrschaft. Gemeinsam mit anderen Anführern führte er 1.000 bis 1.500 Aufständische an. Obwohl der Aufstand letztlich niedergeschlagen wurde, ist seine Führungsrolle ein bedeutender Teil seines Lebenswerks. Nach der Niederlage suchte er Zuflucht im Kloster Krušedol und setzte dort seine geistliche Arbeit fort.

## Rückkehr und Vermächtnis
Nach seiner Zeit in Serbien, unter anderem in Godačica, wo er als Priester wirkte und den Bau von Kirchen betreute, kehrte Hadži-Petko 1879 nach Vranjak zurück. Bis zu seinem Tod am 15. August 1880 war er weiterhin geistlich tätig. Er wurde im Hof der von ihm miterrichteten Kirche beigesetzt. Sein Leben und Werk sind geprägt von seinem Einsatz als Geistlicher, Pädagoge und Patriot, der sich seiner Religion und seinem Volk tief verbunden fühlte.